# Liste von Cola-Marken

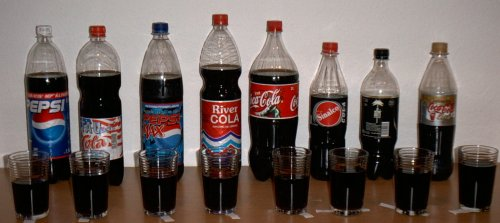
Verschiedene Colasorten. (PEPSI, TAUfrisch Cola, PEPSI MAX, River Cola, Coca-Cola, Sinalco Cola, afri-cola, Coca-Cola Koffeinfrei Light)

Die Liste von Cola-Marken stellt weltweit, nach Ländern sortiert, aktuell produzierte und auch nicht mehr produzierte Cola-Marken dar.

## Afrikanische Cola-Marken
- Arab-Cola (Ägypten)
- Ifri Cola (Algerien)
- FC Cola (Algerien)
- Selecto (Algerien)
- Azam Cola (Tansania)
  - Azam Cola
  - Azam Cola Light
  - Azam Cola Orange
- Mo Cola (Tansania)
- Riham Cola (Uganda)

## Amerikanische Cola-Marken

### Nordamerika
- Barons Ginseng Cola
- Bennett’s Cola
  - Bennett’s Hot Cola
  - Bennett’s Lemon Cola
- Big Cola
- Boylan’s Cane Cola
  - Boylan’s Cane Cola
  - Boylan’s Diet Cane Cola
- Bubba Cola
- Canada Dry Spur Cola
- C & C Cola
- Celo Polka Cola
- Champ’s Cola
- Coca-Cola
  - Coca-Cola Classic
  - Coca-Cola Black Cherry Vanilla

Bubba Cola

Zevia Cola

  - Coca-Cola Blāk (mit Kaffee-Extrakt)
  - Coca-Cola C2
  - Coca-Cola Cherry
  - Coca-Cola Cherry Zero
  - Coca-Cola Cinnamon
  - Coca-Cola Cinnamon Zero
  - Coca-Cola Clear (Nur in Japan)
  - Coca-Cola Clear Plus (Nur in Japan)
  - Coca-Cola Coffee Plus (Nur in Japan)
  - Coca-Cola Coffee Plus Espresso
  - Coca-Cola Coffee Plus Zero
  - Coca-Cola Diet Coke
  - Coca-Cola Diet Coke Plus (2011 aus dem Sortiment)
  - Coca-Cola Diet Coke Black Cherry Vanilla
  - Coca-Cola Diet Coke Twisted Mango
  - Coca-Cola Diet Coke Feisty Cherry
  - Coca-Cola Diet Coke Ginged Lime
  - Coca-Cola Diet Coke Zesty Blood Orange
  - Coca-Cola Energy
  - Coca-Cola Energy Cherry
  - Coca-Cola Energy Zero Sugar
  - Coca-Cola Energy Zero Sugar Cherry
  - Coca-Cola Exotic Mango
  - Coca-Cola Orange
  - Coca-Cola Orange Vanilla
  - Coca-Cola Orange Vanilla Zero
  - Coca-Cola koffeinfrei
  - Coca-Cola Lemon
  - Coca-Cola Life (nicht mehr offiziell erhältlich)
  - Coca-Cola Light
  - Coca-Cola Light koffeinfrei
  - Coca-Cola Light Plus Green Tea
  - Coca-Cola Light Plus Lemon C
  - Coca-Cola Light sango
  - Coca-Cola Lime
  - Coca-Cola Peach
  - Coca-Cola Plus
  - Coca-Cola Plus Coffee
  - Coca-Cola Raspberry Flavour
  - Coca-Cola Spiced
  - Coca-Cola TaB
  - Coca-Cola TaB Clear
  - Coca-Cola Vanilla
  - Coca-Cola with Coffee Caramel
  - Coca-Cola with Coffee Dark Blend
  - Coca-Cola with Coffee Vanilla
  - Coca-Cola with Lime
  - Coca-Cola Zero
  - Coca-Cola Zero Koffeinfrei
  - Coca-Cola clear cherry (nur in Japan)

- - New Coke
  - Coca-Cola 2 / New Coke

- - mezzo mix (nur im deutschsprachigen Raum)
  - mezzo mix zero (nur im deutschsprachigen Raum)
  - u. a.
- Cricket Cola
  - Cricket Cola
  - Cricket Cola Diet
- Diet Rite Cola
- Double-Cola
- Dublin Vintage Cola (Dublin Bottling Works)
- Faygo Cola
- Filbert’s Cola
- Fruti Cola Nica
- Fukola Cola
- GT-Cola
- Havana Cola
  - Havana Cola
  - Diet Havana Cola
- Hosmer Mountain Cola
  - Blue
  - Red
- Jack Black Blood Red Cola
- Java Cola
- Jolt Cola
  - Jolt Cola
  - Jolt Blue
  - Jolt Cherry Bomb
  - Jolt Siver
  - Jolt Ultra
- Jones Soda Vanilla Cola
- Journey Ancient Cola
- Krusty Yellow Kola
- Moxie Cherry Cola
- Mystic Seaport Cola
- Nehi Cola
- Pepsi-Cola
  - Pepsi Cola
  - Caffeine-Free Diet Pepsi
  - Caffeine-Free Pepsi
  - Caffeine-Free Pepsi Light
  - Crystal Pepsi
  - Diet Crystal Pepsi
  - Diet Pepsi
  - Diet Pepsi Max
  - Diet Pepsi Lime
  - Diet Pepsi Vanilla
  - Pepsi Deit Twist
  - Pepsi Fire
  - Pepsi Light
  - Pepsi Lime
  - Pepsi MAX
  - Pepsi MAX Energy 66% mehr Koffein flavoured with Ginseng (limited edition)
  - Pepsi Next
  - Pepsi ONE
  - Pepsi Samba
  - Pepsi True
  - Pepsi Twist
  - Pepsi Vanilla
  - Pepsi With Lime
  - Pepsi X
  - Pepsi Light mojito Limette & Minze (limited Edition)
  - Schwip Schwap
  - Wild Cherry Pepsi
- RC Cola
  - Royal Crown Cola (RC Cola)
  - Diet RC
  - Diet Rite
  - Cherry RC
  - RC koffeinfrei
- Red Rock Cola
- Riggs & Forsythe Dry Cola
- Silver Bay Premium Cola
- Sprecher Grand Cola
- Stars & Stripes Cola
- Whopee Cola
- XTZ Kosmic Kola
- Yankee Cola
- Z Cola
- Zevia Cola

#### Cola-ähnliche Getränke
- Dr Pepper
  - Dr Pepper
  - Berries & Cream Dr Pepper
  - Caffeine Free Diet Dr Pepper
  - Caffeine Free Dr Pepper
  - Cherry Chocolate Diet Dr Pepper
  - Diet Berries & Cream Dr Pepper
  - Diet Cherry Vanilla Dr Pepper
  - Diet Dr Pepper
  - Dublin Dr Pepper
  - Cherry Vanilla Diet Dr Pepper
  - Cherry Vanilla Dr Pepper
- Dr-Pepper-Nachahmerprodukte
  - Dr Skipper (amerikanischer Supermarkt)
  - Dr Slice (von Pepsi-Cola)
  - Dr Perky (von Food Lion)
  - Dr Thunder (von Wal-Mart)
  - Mr Pibb (von Coca-Cola)

### Karibik

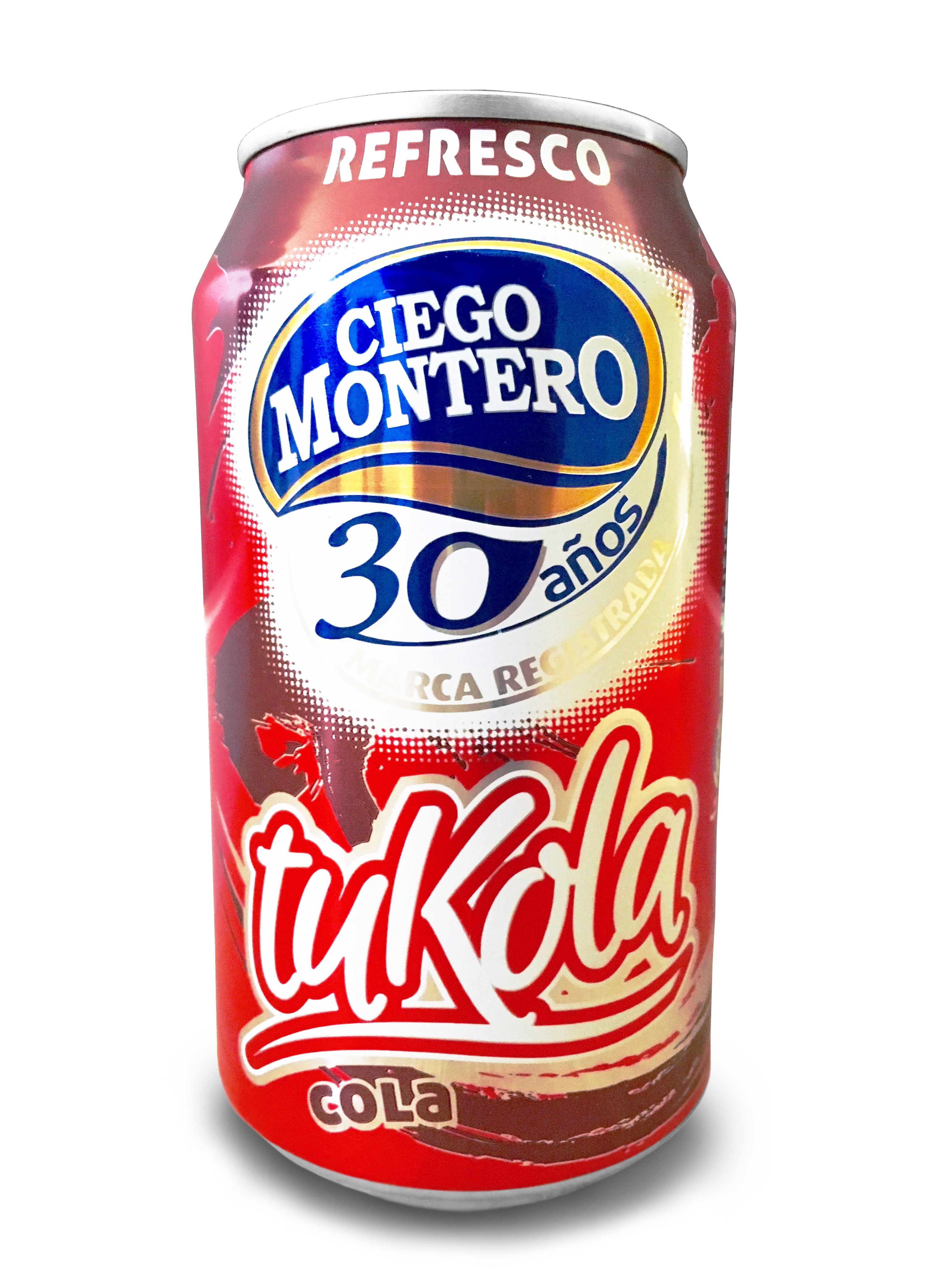
tuKola

#### Kuba
- TropiCola
- tuKola
- FiestaCola

#### Trinidad und Tobago
- Classic Cola

### Südamerika

#### Bolivien
- Coca Colla
- Coka Quina

#### Brasilien
- Fruki-Cola
- Dolly Cola
- Schin Cola

#### Paraguay
- Niko Cola
- Maxi Cola
- Gaseosa de la Costa Cola
- Vita Cola con Ka’a He’e

#### Peru
- Cusco Cola
- Inca Kola
- Kola Real
- Peru Kola
- Isaac Cola
- Kola Inglesa
- Triple Kola

#### Venezuela
- Frescolita

## Asiatische Cola-Marken

### Afghanistan
- Pamir Cola[1]
- Super Cola

### Vereinigte Arabische Emirate
- Mecca-Cola

### Indien
- Campa-Cola
- Thums Up

### Iran
- Ashi Mashi Cola
- Zam Zam Cola

### Israel
- Cristal Cola

### Myanmar
- Star Cola

### Syrien
- Master Cola
- Ugarit Cola

### Thailand
- est Cola

## Europäische Cola-Marken

### Deutschland
- Adelholzener Alpenquellen
  - Alpen Cola
  - Cola Mix

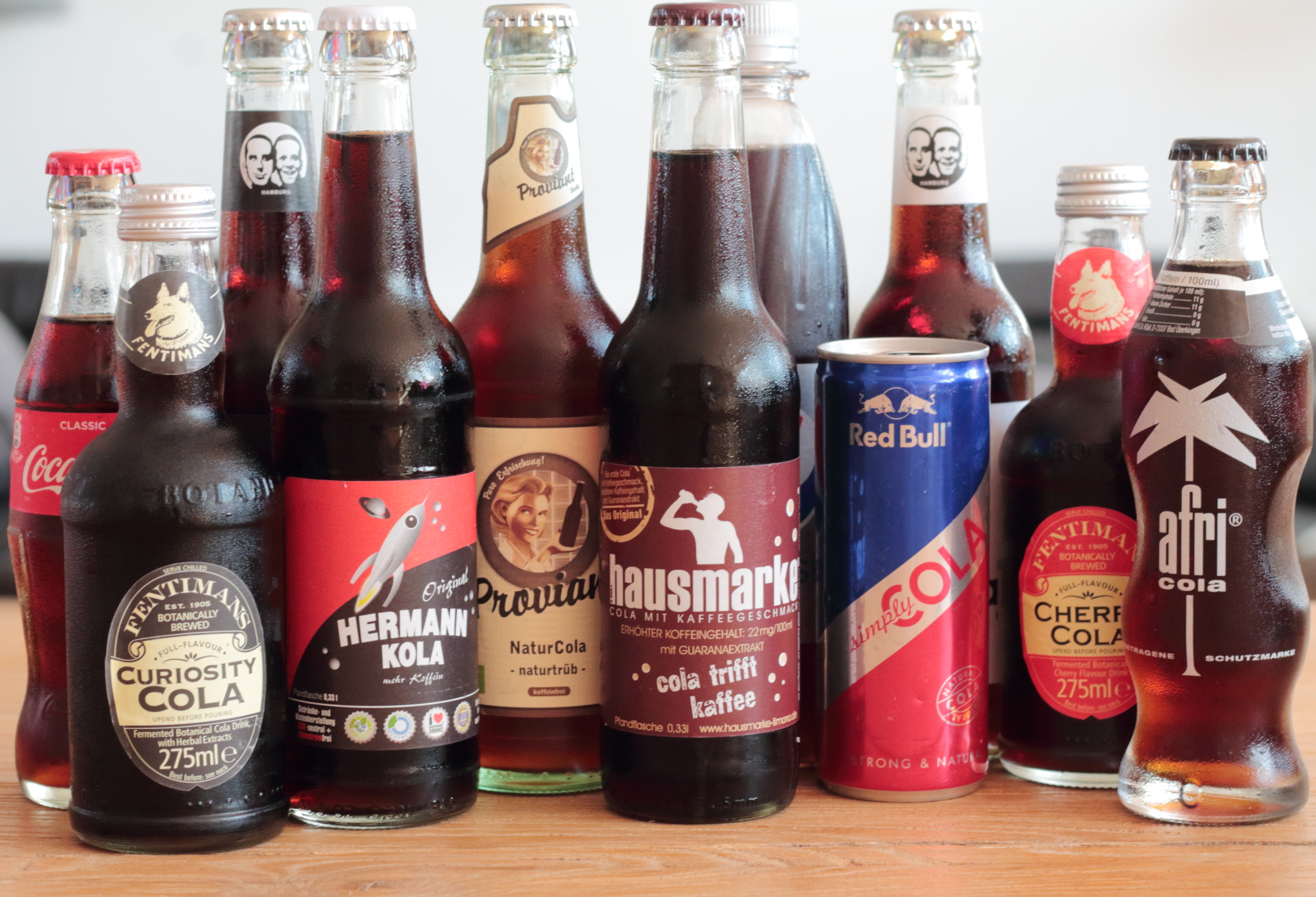
Verschiedene in Deutschland erhältliche Cola-Marken (2017)

- Afri-Cola (Mineralbrunnen Überkingen-Teinach)
  - Afri Cola 25 (klassische Formel mit 25 mg Koffein/100 ml; ehemals Afri Cola)
  - Afri ohne Zucker (ehemals Afri-White, sugarfree)
  - Afri Cola (neue Formel mit 10 mg Koffein/100 ml)
  - Afri Cola Mix (Cola-Orange)
  - Afri Cola Energy (Cola-Energydrink)

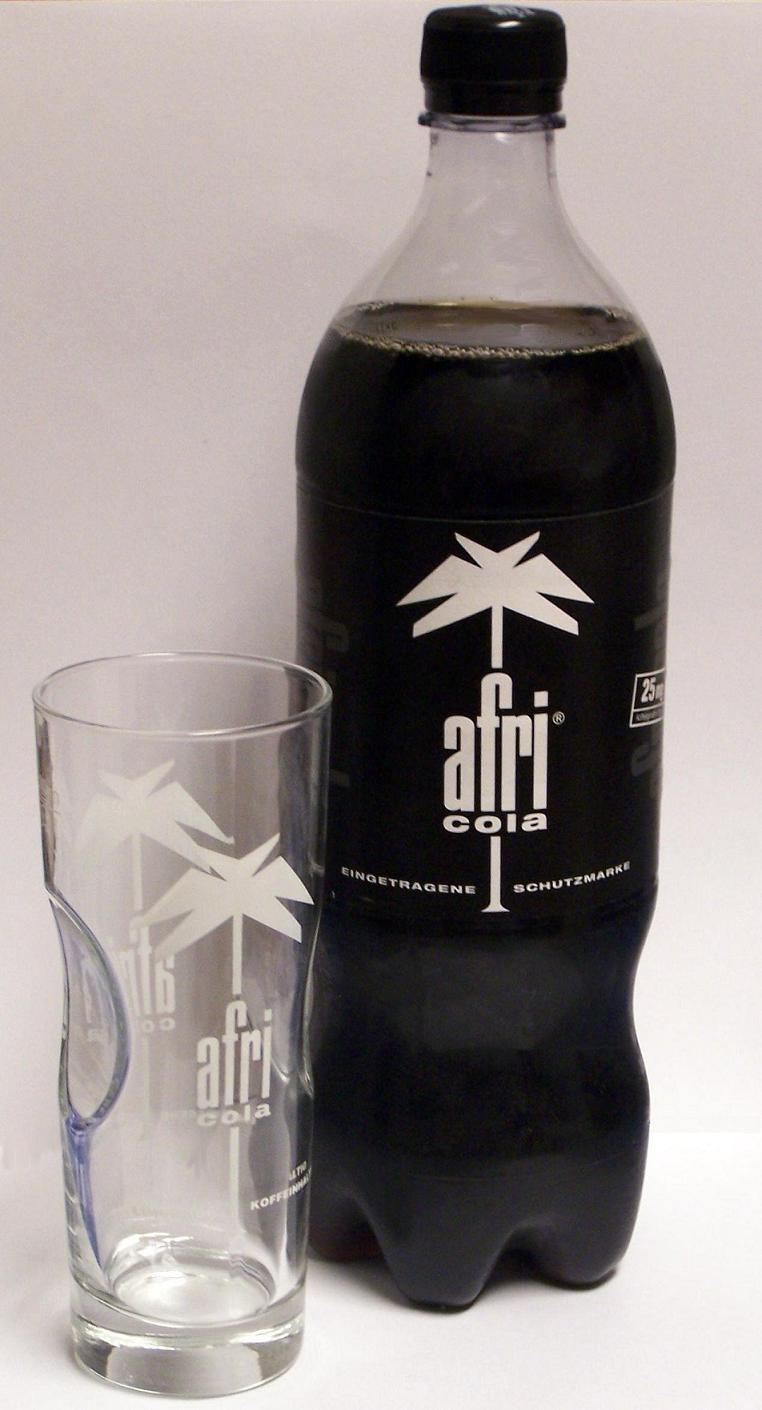
Afri-Cola

- Alaska Cola (Gersthofen bei Augsburg, Tochterunternehmen von: Schwarzbräu, Zusmarshausen)
- Ali Cola
- Allgäuer Cola (Allgäuer Alpenwasser GmbH, Oberstaufen)
- Aloisius Quelle (Gundelfingen an der Donau)
  - Luis-Cola
  - Cola-Mix
- Anhaltiner Cola (Anhaltiner Bergquell, Hecklingen)
- Asco-Cola (Harzer Mineralquelle Blankenburg GmbH, ehemals Brauhaus Saalfeld; VEB Getränke Zerbst)
- Aqua Monaco
  - Cola
  - Cola Sugarfree
  - Organic Cola
- Aquella Cola (Aquella, Bochum)
- Bad Brambacher
  - Cola
  - Cola-Mix (Cola-Orangen-Limonade)
- Bellaris Cola (Park & Bellheimer Brauereien, Bellheim)
- Bio Zisch Guarana-Cola (Voelkel, Höhbeck-Pevestorf)
- Bionade (Hassia Mineralquellen)
  - Cola
- bizzl
  - Cola
  - Cola-Mix
  - Cola-Mix zuckerfrei
- Brunnthaler Mineralbrunnen
  - Cola
  - Cola-Mix
  - Cola-Mix Leicht
- Cariba Cola (Oppacher Mineralquellen)
- Classic Cola (Labertaler Heil- und Mineralquellen, Schierling)
- Classic Cola (Netto-Handelsmarke)
- Club-Cola (Spreequell, Berlin)
- Club-Mate Cola (Brauerei Loscher KG)
- Coelna (Köln)
- Community Cola (Hamburg)
  - Cola
  - Cola zuckerfrei
- Aloisius-Quelle, Brauerei Bucher (Gundelfingen an der Donau)
  - Cola-Cola
  - Cola-Mix
  - Cola-Mix light
- Cola Rebell (Art Project Design & Communication GmbH, Hamburg)
  - Soft Chili
  - More Chili
  - MAXX Chili
- coffaÍna (Mister Speed GmbH, 12157 Berlin)
- Costa-Rica Cola (El Puente, Nordstemmen)
- Deit Cola (Rosenheim)
  - Cola
  - Cola Mix
- Disco Cola (Brauerei Cannewitzer, Wurzen)
- Eizbach Cola (Eizbach Getränke GmbH, München)
  - Cryztal Cola (klar)
  - Cola
  - Cola Sugarfree
  - Calypzo (Cola Mix)
- Familienbrauerei Jacob (Bodenwöhr)
  - Cola
  - Cola-Mix
- Freeway-Cola (Lidl-Handelsmarke)
  - Cola
  - Cola light
  - Cola 0% Zucker

- fritz-kola (Hamburg)
  - fritz-kola
  - fritz-kola weniger zucker
  - fritz-kola ohne zucker
  - fritz-kola karamell-kaffee
  - fritz-kola grün & gerecht
  - MischMasch
- Frucade Cola (Lizenzgetränkemarke, Rosenheim)
- Gaensefurther Cola (Hecklingen)
- Gerri Cola (Sinziger Mineralbrunnen)
- Geschmack braucht keinen Namen (Berlin)
  - Cola-Cola[2]
- Gessner-Cola (Brauerei Gessner, Sonneberg)
- Gewara Cola
- Glam Cola (berlin)
  - Glam Cola
  - Glam Cola Kids
- Gletscher Cola (Ravensburg)
- Globetrotter Cola (Handelsmarken GmbH)
- Göller’s Cola (Brauerei Göller Zur Alten Freyung, Zeil am Main)
- Gräflicher Mineralbrunnen Arco Valley GmbH (Adldorf)
  - Cola
  - ColaMix
- Green Cola (Green Cola Germany GmbH 71686 Remseck am Neckar)
- Grokj (Privatbrauerei und Mineralbrunnenbetrieb H. Egerer, Großköllnbach in Bayern)
  - Grokj Cola Premium
  - Grokj Cola-Mix light Premium
  - Grokj Cola-Mix Premium
- Gut & Günstig (Edeka Handelsgesellschaft)
  - Cola
  - Cola light
  - Cola Mix
  - Cola 0% Zero
- haji cola  (haji GmbH Hamburg)
- Hausmarke (Hamm) (Cola-Mokka & Cola-Lakritz)
- HAG-KOLA (Kraft Foods, 1950er Kaffee Handels Aktiengesellschaft Bremen, Kaffee HAG)
- Herman-Kola (Hamm)
- Honey Saps Cola mit Biosiegel (Neumarkter Lammsbräu, Neumarkt in der Oberpfalz, 1998 bis 2012 auf dem Markt)
- India-Cola (Radeberger Gruppe)
- Ja!-Cola (Rewe, Köln)
- Jeden Tag-Cola (Bünting-Gruppe, Leer)
  - Cola
  - Cola light
- K-Classic-Cola (Kaufland, Neckarsulm)
  - Cola
  - Cola-light
  - Cola-Mix
  - Cola -Z
  - Cola-Mix -Z
- Kohla (Bittscheidt & Wittkowski GbR, Recklinghausen)
- Kong natürlich Cola (Sparkling Drinks Ltd. Berlin)
  - Kinder KONG koffeinfrei
- Kolanade
- korrekt cola mix (Handelsmarke Globus Warenhaus)
- Kosmo-Cola
- Krombacher Brauerei
  - Dr Pepper (unterscheidet sich geschmacklich von den importierten Produkten, da ein Teil des Zuckers durch Süßstoff ersetzt worden ist)
- Kronen Brauerei (aus Laupheim)
  - Kronen Kola
  - Kronen Kola light
  - Kola Mix
- liba Getränke  (aus Münster)
  - liba kola
  - liba kola ohne zucker
  - liba kolaorange

- Libella-Cola (Lizenzgetränkemarke, Stammhaus in Heidelberg)
- Loschi Cola (Loscher KG, Münchsteinach)

- Max Appel KG, Aahlen
  - Cola
  - Cola-Mix
  - minidrink Cola

- Merkur-Cola
- Mio Mio Cola (Vivaris Getränke GmbH & Co. KG)
- Mojo Cola (Mojo Club KG, Hamburg)
- Neunspringe Cola (Brauerei Neunspringe, Leinefelde-Worbis)
- Now Black Cola
- Odina Cola (Odenwald-Quelle, Heppenheim)
- Oettinger Brauerei, (Oettingen in Bayern)
  - Glorietta Cola
  - Glorietta Cola-Mix
  - Mate-Cola
- Oppes Gua-Cola (Oppacher Mineralquellen, Oppach)
- Osta-Cola (Brauerei Metzler, Dingsleben)
- Peace-Cola (Hamburg)
- Penny Cola (Penny-Handelsmarke, ehemals Finale Cola)
- Perger (Herrsching am Ammersee-Breitbrunn)
  - Perger Cola
  - Cool X
  - P-Seven Cola
- piranja-cola (Piranjasoul, Neunkirchen (Saar))
  - piranja-cola
  - piranja-cola kirsche
  - piranja-cola zuckerfrei
- Ploppel-Cola (Wernecker Brauerei Werneck)
- Premium Cola (Hamburg; dem Originalrezept der Afri-Cola nachempfunden)
- Privatbrauerei Hofmühl
  - Cola Pur
  - Cola Mix
- Pyraser Landbrauerei, (Pyras)
  - Pyraser Waldquelle Cola
  - Pyraser Waldquelle Cola-Mix
  - Pyraser Waldquelle Cola-Mix zuckerfrei
- Quick-Cola (Duphorn & Franke, Calbe)
- Ralphs Bio Cola (Berlin)
- Randegger kola (Randegger Ottilien-Quelle, Gottmadingen-Randegg)
- Rappen-Cola (Brauerei Rapp, Kutzenhausen)
  - Cola
  - Cola-Mix
- Redstar Cola
- real-Quality (Handelsmarke von real,-)
  - real-Quality Cola
  - real-Quality Cola-Z
  - real-Quality Cola-Mix
- River Cola (ALDI-Nord-Handelsmarke)
  - River Cola
  - River Cola 0 % Zucker
- Salvus Mineralbrunnen
  - Salvus Cola
  - TÖFTES! Cola
- Schloss-Cola (Schlossbrauerei Schwarzbach)
- Schlucki Cola (Georg Schuler Mineralwasserfabrik Bamberg)
- Schorschi Cola (Brauerei Loscher, Münchsteinach)
- Schwoba Cola ( Karl Schütz GmbH 74395 Mundelsheim/Neckar )
- Sinalco (Hövelmann, Duisburg-Walsum)
  - Cola
  - Cola light
  - Cola Mix
  - Zero
- Sinco Cola
- SOLIDRINKS (Solidarity Drinks, Berlin)
  - solicola
  - solicola zero
- Stardrink (Netto-Handelsmarke)
  - Cola
  - Cola light
  - Cola Zero
  - Cola Zero 0% Koffein & Zucker
  - Cola mix
  - Cola mix 0% Zucker
  - Cola mix 0% Koffein & Zucker
  - Cola mix Zero
- Südkola (Südkola Limonadenwerk, Bietigheim-Bissingen)
- Surf Cola (Norma-Handelsmarke)
  - Cola
  - Cola light
- Teutonia Cola (GVG Getränkevertrieb, Bielefeld)
- The Real Cola by Booster (Handelsmarke von Edeka)
- Tip Cola (Handelsmarke von real,-)
- TOPP Cola (Tropi GmbH)
- Topstar Cola (ALDI-Süd-Handelsmarke)
- Topstar Cola (May-Werke, Erftstadt)
- Tritop Cola
- VC Cola (Kalt-Loch-Bräu, Miltenberg)
- Vielanker Brauhaus Vielank
  - Vielanker Cola
- Vita Cola (Schmalkalden)
  - Original (mit „Citrus-Kick“)
  - Original zuckerfrei
  - PUR (früher Schwarz)
  - PUR zuckerfrei (früher Schwarz zuckerfrei)
  - Cola-Mix
- Volt Power Cola
- Vilsa Cola
- Wiesener Cola-Mix
- Western Cola, in den 1960/70er Jahren (Brauerei Allersheim, Holzminden)
- Zwiefalter Mix Cola (Cola-Orangen-Limonade)

#### Deutsche Demokratische Republik

Eine in der DDR produzierte Flasche koffeinfreie Cola-Hit

- Asco-Cola (u. a. VEB Brauhaus Saalfeld; VEB Getränke Zerbst; heute: Harzer Mineralquelle)
- Bongo-Cola (Jos.Gastrich, Bernburg)
- Cherry-Cola (u. a. VEB Margon Dresden; VEB Getränkekombinat Neubrandenburg; VEB Fruchtlimonaden Cainsdorf)
- Chico (VEB Getränkekombinat Karl-Marx-Stadt)
- Co-Bra (VEB Vereinigte Getränkebetriebe Cottbus)
- Club-Cola (u. a. VEB Getränkekombinat Berlin; Johannes Köhler KG Eilenburg)
- Cola-Hit, koffeinfreie Cola (u. a. VEB Stadtbrauerei Forst)
- Colette Cola (u. a. VEB Harzer Brunnen Wernigerode; VEB Brau- und Malz-Union Hadmersleben; VEB Getränkekombinat Schwerin, „Coca Cola GmbH in Verwaltung“)
- Diabeli Cola, Kola-Getränk für Diabetiker (VEB Getränkekombinat Neubrandenburg)
- Disco-Cola (u. a. VEB Brau- und Malz-Union Hadmersleben; heute Klaus Fruchtsäfte & Cannewitzer Biere)
- Efro Kristall (u. a. VEB (K) Rosenbrauerei Pößneck; Kastner KG Berlin-Köpenick)
- Gold-Cola (u. a. VEB Brauhaus Halle; VEB Rose-Brauerei Grabow; VEB Berliner Brauereien; VEB Getränkekombinat Leipzig)
- Inter-Cola (u. a. VEB Getränkekombinat Hanseat Greifswald; Brauerei H.Schönfeld Potsdam)
- liba-Kola
- Margon Cola (VEB Margon Burkhardswalde)
- Marika (Fasscola)
- Markola (Stadtbrauerei Markneukirchen)
- Pola Cola (Konrad Pohlmann, Mineralwasserfabrik Coswig-Anh.)
- Prick-Cola (u. a. VEB Altenburger Brauerei)
- Quick-Cola (u. a. Brauerei Ernst Bauer Leipzig; VEB Ostthüringer Brauereien Pössneck; Johannes Köhler KG Eilenburg; heute: Duphorn & Franke)
- Quiss Cola (Johannes Köhler KG Eilenburg)
- Rum Cola (VEB Getränkekombinat Dessau – Etikett mit dem Konterfei von Dean Reed)
- Sport-Cola (u. a. „Coca Cola GmbH in Verwaltung“; Rosenbrauerei Pössneck; Brauerei C. Staender Heiligenstad)
- Stern-Cola (VEB Getränkebetrieb Stadtroda, VEB Brauerei Neunspringe Brauerei Neunspringe Worbis)
- Vita Cola (u. a. VEB Turmbräu Leipzig; Konsum-Brauerei Weimar-Ehringsdorf; VEB Greifswalder Brauerei; EB Klosterbrauerei Bad Salzungen; VEB Berliner Brauereien)
- Trako Kristall, (Brauhaus Markranstadt)
- Tropen-Cola (u. a. VEB Vereinsbrauerei Greiz; VEB Brauerei Colditz, Brauerei F. A. Ulrich Leipzig)
- Win-Cola (Bergquell-Brauerei KG Löbau)

### Österreich
- Alfi-Getraenke
  - Palma Cola
- Brauerei Hirt
  - Ravilla - Citro Cola
- Coola (Hofer)
- CLEVER-Cola
- Frankenmarkter
  - Schartner Bombe Cola
- Grapos-Cola
  - Grapos Cola light
  - Grapos Cola Zero
- Keck-Kola
- Keli Cola
- Merkur
  - Teddy-Cola
- Murauer
  - Murelli-Limonaden Der Dracola
- Peda-Cola
- Radlberger
  - Black Jack
- Red Bull
  - Red Bull Simply Cola
  - Red Bull Energy Cola
- SilberQuelle
  - Silvercola
- Spar-Cola
  - American Cola
  - American Cola Light
  - American Cola Light Lemon
  - S-Budget Cola
  - S-Budget Energy Cola
- Spitz
  - Top Star Cola (verkauft über Hofer)
- Tirola Kola

### Griechenland
- Green Cola (Stevia-Cola)
- Epsa Cola
- Vikos Cola
- Loux Cola

### Schweiz
- Fenaco (Ramseier Suisse)

Vivi Kola, Eglisau, Schweiz, seit 1938

  - Sinalco Cola und Sinalco Cola Zero
  - Farmer Cola 0 % Zucker aus der Landi
- Coop Cola
  - Prix Garantie Cola und Prix Garantie Cola Zero
  - Happy Cola Classic
  - Happy Cola Zero
- Denner Cola
  - Super Cola
- Goba Cola der Mineralquelle Gontenbad
- Migros-Budget Cola
- Mineralquelle Eglisau
  - Vivi Kola (ab 1938, Produktion wurde 1984 eingestellt und 2010 wieder aufgenommen)[3]
- Spar American Cola
- Red Bull
  - Red Bull Simply Cola
- Coca-Cola HBC Schweiz GmbH
  - Coca-Cola (erhältlich in Migros, Coop, Lidl Schweiz, Aldi Suisse und Denner)
- PepsiCo Switzerland GmbH, Feldschlösschen Getränke AG
  - Pepsi-Cola (erhältlich in Migros, Coop, Aldi Suisse und Denner)

### Frankreich

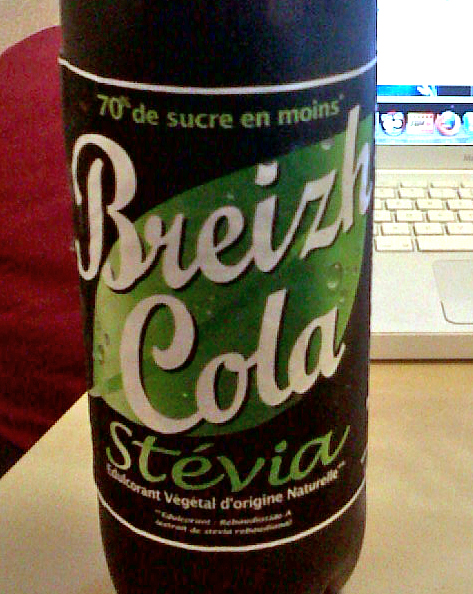
Breizh Cola

- Breizh Cola
- Corsica Cola
- Elsass Cola
- Jean's Cola
- Jura Cola
- Mecca-Cola
- Muslim-Up

### Dänemark
- Clar-Cola
- Frem Cola
- Harboe Cola
- Jolly Cola
- Las Cola
- Sport Cola (Hancock Bryggeri)
- Cult Cola

### Niederlande
- Herschi-Cola

### Polen
- Hoop Cola
- Max Cola
- Polo Cockta
- Kofola

Mehrere Supermarktketten haben Eigenmarken.

### Russland
- Crazy Cola

### Serbien
- Golf Cola

### Slowakei
- Kofola

### Slowenien
- Cockta

### Tschechien
- Kofola

### Türkei

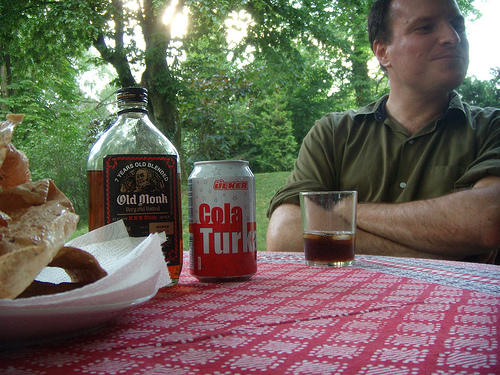
Turka

- ADESE Cola
- Bi Cola (A-101)
- Bixi Cola
- Can Cola
- Chat Cola
- Cola Turka
- Efe Cola
- Elvan Cola
- Kristal Cola
- Le'Cola (BİM)
- Side Cola
- Tekirdağ kola
- Uludağ Cola
- Zemzem Cola
- Crown Cola
- Oğuz Gold Cola

### Vereinigtes Königreich
- Evoca Cola
- Fentimans
  - Curiosity Cola
  - Cherry Cola
- Gusto Gingkola
- Qibla Cola
- Ubuntu Cola
- Virgin Cola
  - Regular
  - Diät-Cola
  - koffeinfrei
  - Vanilla

## Andere Länder
- Ifri Cola (Algerien)
- FC Cola (Algerien)
- American Cola (Rumänien)
- Beckerich Cola, Sol Mate Cola (Luxemburg)
- Brisa Cola (Portugal) (Vertrieb nur auf Madeira und in wenigen Lokalen in Portugal, Angola, Australien und im Vereinigten Königreich. Produktion auf Madeira durch Empresa de Cervejas da Madeira.)
- Cockta (Kroatien, Slowenien, Bosnien und Herzegowina, Serbien, Österreich)
- Cuba Cola (Schweden)
- Nygarda Cola (Schweden) (Hersteller Spendrups Bryggeri AB Stockholm)
- GOLD COLA (Spanien, Produkt von Carrefour)
- Choson-Cola (Nordkorea)[4]
- Kofola (Tschechien, Slowakei)
- Loux (Patras, Griechenland. Regionale Marke, die seit 1950 Cola produziert)
- Polo-Cola (Ex-Jugoslawien vor dem Auseinanderfallen)
- Rainbow-cola (Finnland)
- Tesco-Cola (von der gleichnamigen Supermarktkette)
- Márka Cola (Ungarn)
- Tikkadt Szöcske (Ungarn)
- Adria Cola (Rumänien)